# Salix armeno-rossica
Espèce
Classification APG III (2009)
Salix armeno-rossica est une espèce de plantes à fleurs de la famille des Salicaceae,. C'est un saule  originaire de l'Asie tempérée : Géorgie, Arménie, Turquie.